# Bayerisches Archiv für Sprachsignale
Das Bayerische Archiv für Sprachsignale (BAS) ist eine 1995 gegründete öffentliche wissenschaftliche Einrichtung der Ludwig-Maximilians-Universität München mit der Aufgabe, Aufnahmen mit gesprochenem Deutsch in digitaler Form für die Wissenschaft, insbesondere die Sprachwissenschaft und die phonetisch-akustische Sprachverarbeitung im Bereich der Informatik, bereitzustellen. Dabei handelt es sich um Audio- und Videokorpora gesprochener Sprache. Außerdem entwickelt das BAS Software und bietet einen Beratungsservice an. Derzeit werden 46 Korpora bereitgestellt (Stand 2013). Angesiedelt ist das Archiv am Institut für Phonetik und Sprachverarbeitung der Ludwig-Maximilians-Universität München.
Das BAS sammelt unter anderem die aus Projekten des Bundesministeriums für Bildung, Wissenschaft, Forschung und Technologie entstehenden digitalen Aufzeichnungen und exportiert diese auch auf der Basis von Gegenseitigkeit innerhalb der EU an Partnereinrichtungen und an das Linguistic Data Consortium (LDC) in den USA. Entsprechend importiert es digitale Daten von diesen Partnern und macht sie in Deutschland zugänglich. Außerdem ist das BAS ein Zentrum der Infrastrukturmaßnahme CLARIN-D.
Neben dem Sammeln, Erschließen und Tauschen dieser Datenbestände ist ein Ziel des BAS die Entwicklung einer vollständigen Theorie der Phonetik des Deutschen.
Das BAS arbeitet mit dem Leibniz-Rechenzentrum in Garching bei München zusammen.